# Фијат панда
Фијат панда (итал. Fiat Panda) је мали градски аутомобил који производи италијанска фабрика аутомобила Фијат од 1980. године, тренутно у трећој генерацији.

## Историјат
Прва генерација се производила од 1980. године и до 1986. направљено је неколико измена. Од 1986. до 2003. производила се са незнатним изменама. Замишљен је као јефтин аутомобил и једноставан за одржавање, позициониран у Фијатовој тада линији између Фијата 126 и 127. Дизајнирао ју је Ђорђето Ђуђаро у Italdesign. По лиценци, Сеат је панду производио као Сеат панда до 1986. године, а до 1998. под називом Сеат марбеља. Уграђивали су се бензински мотори у распону од 650 до 1000 кубика и дизел од 1300 кубика, и електрични од 14 и 18 kW. У првој генерацији, укупно је продато 4,5 милиона аутомобила.
Друга генерација, која се зове још и нова панда, покренута је 2003. године. Већ следеће године изабрана је за европски аутомобил године и аутобест године. Ова генерација, кодног имена модел 169, у фази развоја добила је назив гинго, међутим Реноу је то сметало због сличности са твингом, па је одлучено да се настави са називом панда, иако нема никакву директну технолошку везу са претходном генерацијом. Панда II замењује модел сеиченто. Као и сеиченто ова панда се производила у Пољској. Уграђивали су се бензински мотори у од 1.1, 1.2 и 1.4 и дизел од 1.3. На Euro NCAP тестовима судара добила је три од максималних пет звездица за безбедност. Продато је 2,1 милион панди друге генерације, што са првом износи 6,6 милиона јединица.
Трећа генерација је дебитовала на сајму аутомобила у Франкфурту септембра 2011. године и заснива се на Fiat Mini платформи. Панда III је нешто већа и модернијег дизајна и поступна је само са петоро врата. Опремљена је са новом линијом мотора, бензински 0.9 TwinAir са два цилиндра, 1.2 и дизел од 1.3. На Euro NCAP тестовима судара 2011. године добила је четири од максималних пет звездица за безбедност. Производи се у Алфином погону у граду Помиљано д'Арко у Италији.

## Галерија
- Прва генерација
- Друга генерација